# 深井隆
深井 隆 （（なお、隆の字は正確には「生」の上にーが入る）ふかい たかし、1951年8月6日 - ）は、日本の彫刻家。群馬県高崎市生まれ。1970年群馬県立高崎高等学校卒業。1976年東京藝術大学美術学部彫刻科卒業。1978年東京藝術大学大学院美術研究科彫刻専攻修了。2005年東京藝術大学美術学部彫刻科教授、2019年より東京藝術大学名誉教授、COI拠点特任教授。2013年に紫綬褒章を受章、2014年に板橋区民文化特別賞を受賞した。

## 経歴

### 浪人時代
早稲田の古本屋街をうろちょろし、BTや美術書を買い漁っていた。

### 退官後の制作環境
都内のアトリエと故郷高崎のアトリエにて制作をしている。

### 作品
- 「逃れゆく思念」
- 「月の庭」
- など

## 書籍
- 深井隆 (2009年11月). 羊の手 CHRONICLE
- 深井隆 (1995年7月1日). 13月の青空 アルバートストリート93番地―深井隆画集. ISBN 9784104058013
- 深井隆 (2018年10月27日). 東京藝術大学の彫刻と深井隆 1951~2018. ISBN 9784904049594